# Musée des cristaux de Munich
 (janvier 2025).
Si vous disposez d'ouvrages ou d'articles de référence ou si vous connaissez des sites web de qualité traitant du thème abordé ici, merci de compléter l'article en donnant les références utiles à sa vérifiabilité et en les liant à la section « Notes et références ».

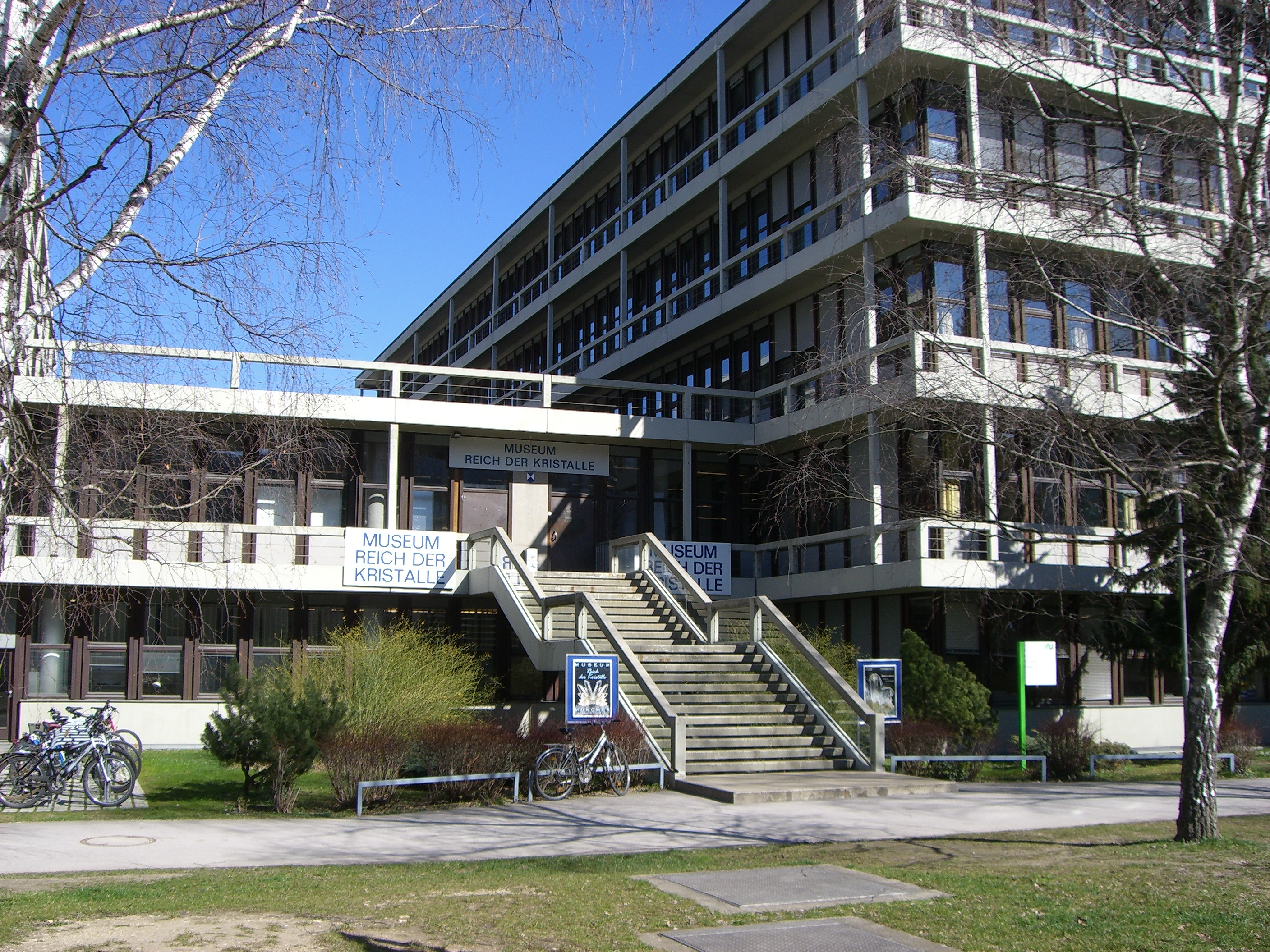
Entrée du musée des cristaux

Le Museum Reich der Kristalle (« musée Royaume des cristaux ») est la partie accessible au public de la collection minéralogique d'État de Munich. Il contient 100 000 pièces, y compris des diamants, des émeraudes et d'autres pierres précieuses. Il existe également une collection de météorites, de quartz des Alpes et de minéraux des gisements bavarois. Les pièces maîtresses comprennent le Diamant Roi Louis, le cristal de Rubellite, l'émeraude de Takowaya et la masse principale d'une météorite. La formation et les propriétés des minéraux et des cristaux sont présentées en détail. Entre autres, la collection remonte à la collection Leuchtenberg, principalement de Nicolas de Beauharnais. 

## Lieu
Le Staatssammlung est l’un des cinq instituts de recherche du Staatliche Naturwissenschaftliche Sammlungen Bayerns. Le musée des cristaux est situé dans le Kunstareal sur le site de l'ancienne caserne turque dans un bâtiment de la faculté de mathématiques, d'informatique et de statistique de l'université Louis et Maximilien de la Theresienstraße.